# LRTOMT
LRTOMT (англ. Transmembrane O-methyltransferase) – білок, який кодується однойменним геном, розташованим у людей на короткому плечі 11-ї хромосоми. Довжина поліпептидного ланцюга білка становить 291 амінокислот, а молекулярна маса — 32 155.
| 10         |  | 20         |  | 30         |  | 40         |  | 50         |
| ---------- |  | ---------- |  | ---------- |  | ---------- |  | ---------- |
| MGTPWRKRKG |  | IAGPGLPDLS |  | CALVLQPRAQ |  | VGTMSPAIAL |  | AFLPLVVTLL |
| VRYRHYFRLL |  | VRTVLLRSLR |  | DCLSGLRIEE |  | RAFSYVLTHA |  | LPGDPGHILT |
| TLDHWSSRCE |  | YLSHMGPVKG |  | QILMRLVEEK |  | APACVLELGT |  | YCGYSTLLIA |
| RALPPGGRLL |  | TVERDPRTAA |  | VAEKLIRLAG |  | FDEHMVELIV |  | GSSEDVIPCL |
| RTQYQLSRAD |  | LVLLAHRPRC |  | YLRDLQLLEA |  | HALLPAGATV |  | LADHVLFPGA |
| PRFLQYAKSC |  | GRYRCRLHHT |  | GLPDFPAIKD |  | GIAQLTYAGP |  | G          |

A: Аланін

C: Цистеїн

D: Аспарагінова кислота

E: Глутамінова кислота

F: Фенілаланін

G: Гліцин

H: Гістидин

I: Ізолейцин

K: Лізин

L: Лейцин

M: Метіонін

P: Пролін

Q: Глутамін

R: Аргінін

S: Серин

T: Треонін

V: Валін

W: Триптофан

Кодований геном білок за функціями належить до трансфераз, метилтрансфераз. 
Задіяний у такому біологічному процесі, як альтернативний сплайсинг. 
Білок має сайт для зв'язування з S-аденозил-L-метіоніном. 
Локалізований у цитоплазмі, мембрані.